# أجيسيت
أجيسيت (بالإنجليزية: Ajysyt)‏ في أساطير الإسكيمو هي الربة الأم عند شعب ياكوت (سيبيريا) وتظهر عندما تكون هناك ولادة، فتحضر معها النفس للطفل، بحيث يكتمل الكائن البشري ويمكن أن يدخل الوجود. وتُشَاهَد مستوطنة جبلاً مع سبعة سجلات، تكتب فيها كل ولادة جديدة في کتاب ذهبي، وتسيطر على مصير الناس. ويقال إنها ظهرت لفتى أبيض، واجه محارة من حليب بجانب شجرة الكون، ومدحها، فكان شاهداً على تجلي الربة من جذور الشجرة. قدمت للفتى الحليب من صدرها، فشرب وشعر أن قوته تتضاعف آلاف المرات.